# Геотермальный тепловой насос

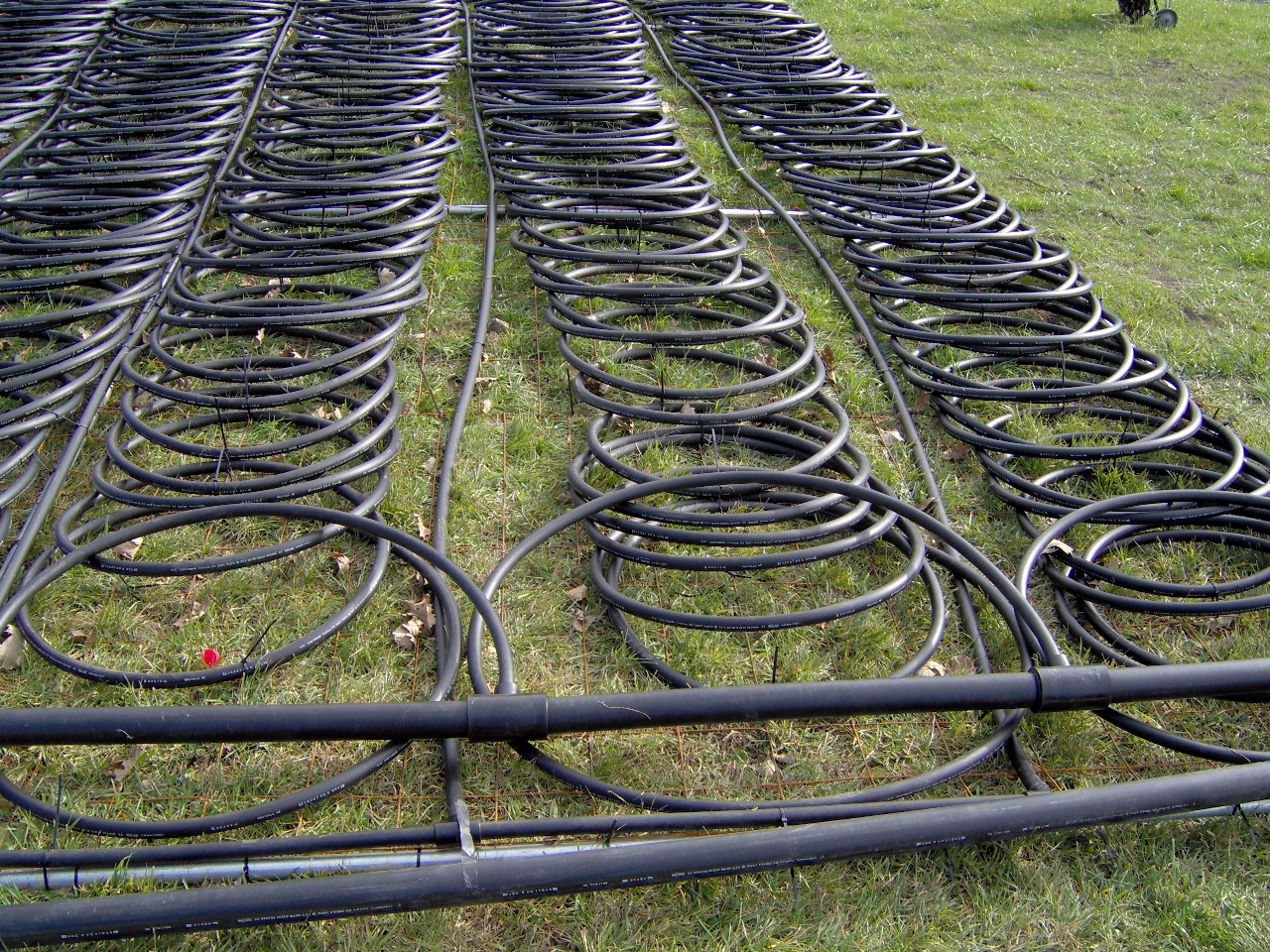
Кольца наземного теплообменника теплового насоса (горизонтального типа)

Геотермальный тепловой насос — система центрального отопления и/или охлаждения, использующая тепло земли, тип теплового насоса. Земля в геотермальных системах является радиатором в летний период или источником тепла в зимний период. Разница температур грунта используется, чтобы повысить эффективность и снизить эксплуатационные расходы системы обогрева и охлаждения, и может дополняться солнечным отоплением. Геотермальные тепловые насосы используют явление тепловой инерции: температура земли ниже 6 метров примерно равна среднегодовой температуре воздуха в данной местности и слабо изменяется в течение года.

## Типы
а) замкнутого типа
- горизонтальные

Коллектор размещается кольцами или извилисто в горизонтальных траншеях ниже глубины промерзания грунта (обычно от 1,2 м и более). Такой способ является наиболее экономически эффективным для жилых объектов при условии отсутствия дефицита земельной площади под контур.
- вертикальные

Коллектор размещается вертикально в скважины глубиной до 200 м. Этот способ применяется в случаях, когда площадь земельного участка не позволяет разместить контур горизонтально или существует угроза повреждения ландшафта.
- водные

Коллектор размещается извилисто либо кольцами в водоёме (озере, пруду, реке) ниже глубины промерзания. Это наиболее дешёвый вариант, но есть требования по минимальной глубине и объёму воды в водоёме для конкретного региона.
- спиральные

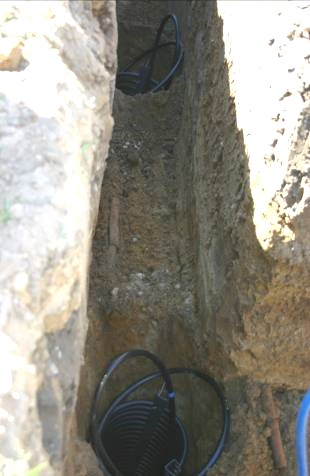
Спиральный коллектор изготовлен из трубы диаметром 25 мм. Расстояние между спиралями составляет 2 метра. Укладывается в траншею 1.5 метра глубиной.

Спиральный коллектор является комбинацией между вертикальными скважинами и горизонтальным коллектором. Применяется там, где в силу геологических причин бурение очень дорогое (например, залегание гранитной плиты). Расчет делается исходя из 100 Ватт холодильной мощности тепловой насоса с 1 метра спирали на базе трубы 25 мм при шаге намотки до 200 мм.  Дороже чем вариант горизонтального коллектора, так как требует предварительного изготовления спиралей более тонкой трубы (обычно 25 мм) высотой от 2 до 3 метров. Также возникает необходимость сборных колодцев, так как из-за уменьшения диаметра увеличивается общая длина трубы в системе.
- С непосредственным теплообменом (DX — сокр. от англ. direct exchange — «прямой обмен»)

В отличие от предыдущих типов, хладагент компрессором теплового насоса подаётся по медным трубкам, расположенным:
- Вертикально в скважинах длиной 30 м и диаметром 80 мм
- Под углом в скважинах длиной 15 м и диаметром 80 мм
- Горизонтально в грунте ниже глубины промерзания

Циркуляция хладагента компрессором теплового насоса и теплообмен фреона напрямую через стенку медной трубы с более высокими показателями теплопроводности обеспечивает высокую эффективность и надёжность геотермальной отопительной системы. Также использование такой технологии позволяет уменьшить общую длину бурения скважин, уменьшая таким образом стоимость установки 
DX Direct Exchange Heatpump
б) открытого типа 

Подобная система использует в качестве теплообменной жидкости воду, циркулирующую непосредственно через систему геотермального теплового насоса в рамках открытого цикла, то есть вода после прохождения по системе возвращается в землю. Этот вариант возможно реализовать на практике лишь при наличии достаточного количества относительно чистой воды и при условии, что такой способ использования грунтовых вод не запрещён законодательством.